# Баллерд (Каліфорнія)
Баллерд (англ. Ballard) — переписна місцевість (CDP) в США, в окрузі Санта-Барбара штату Каліфорнія. Населення — 768 осіб (2020).

## Географія
Баллерд розташований за координатами 34°38′4″ пн. ш. 120°6′56″ зх. д. / 34.63444° пн. ш. 120.11556° зх. д. (34.634471, -120.115455).  За даними Бюро перепису населення США в 2010 році переписна місцевість мала площу 3,06 км², з яких 3,06 км² — суходіл та 0,00 км² — водойми.

## Демографія
Згідно з переписом 2010 року, у переписній місцевості мешкало 467 осіб у 165 домогосподарствах у складі 129 родин. Густота населення становила 153 особи/км².  Було 188 помешкань (62/км²).
Расовий склад населення:
| - 92,5 % — білих - 0,6 % — чорних або афроамериканців - 0,4 % — азіатів - 0,2 % — корінних американців - 2,6 % — осіб інших рас |

До двох чи більше рас належало 3,6 %. Частка іспаномовних становила 9,9 % від усіх жителів.
За віковим діапазоном населення розподілялося таким чином: 24,2 % — особи молодші 18 років, 61,9 % — особи у віці 18—64 років, 13,9 % — особи у віці 65 років та старші. Медіана віку мешканця становила 45,7 року. На 100 осіб жіночої статі у переписній місцевості припадало 89,1 чоловіків;  на 100 жінок у віці від 18 років та старших — 85,3 чоловіків також старших 18 років.
Середній дохід на одне домашнє господарство  становив 128 717 доларів США (медіана — 98 125), а середній дохід на одну сім'ю — 133 864 долари (медіана — 101 250). За межею бідності перебувало 7,0 % осіб, у тому числі 0,0 % дітей у віці до 18 років та 14,1 % осіб у віці 65 років та старших.
Цивільне працевлаштоване населення становило 216 осіб. Основні галузі зайнятості: роздрібна торгівля — 18,5 %, науковці, спеціалісти, менеджери — 15,3 %, виробництво — 12,5 %, освіта, охорона здоров'я та соціальна допомога — 11,1 %.